# Westelijke Polders
Westelijke Polders es uno de los cinco ressorts que componen el distrito de Nickerie en Surinam.
En su sector noreste el ressort de Westelijke Polders linda con los ressorts de Oostelijke Polders y Nieuw Nickerie, en el este con Groot Henar, en la sureste con el distrito de Sipaliwini y por el oeste con Guyana.
El ressort de Westelijke Polders posee una población de 9046 habitantes (censo año 2004). Las localidades más populosas son Van Drimmelenpolder, Clarapolder, Zeedijk, Corantijnpolder, Van Pettenpolder, Zuiddrain y Nanipolder.